# Corredor Seco (Guatemala)
El Corredor Seco es una región de Guatemala que cubre parte de los departamentos de Baja Verapaz, Zacapa, El Progreso, Jalapa, Chiquimula, Jutiapa y Santa Rosa. Es muy vulnerable a las sequías, y en algunas partes no cuenta con seguridad alimentaria y tiene un alto grado de pobreza extrema.
El corredor seco es una consecuencia de los fenómenos del barlovento y sotavento, debido a los relieves montañosos de Guatemala.
Es bien sabido que, al estar en el norte del ecuador del planeta, el país es influenciado principalmente por las corrientes ventosas del hemisferio norte del planeta. Eso hace que, la mayor parte de lluvia y  humedad  que ingresa al país provenga del norte o del oriente, aunque en menor cantidad en este último. Al ingresar por los departamentos de El Peten, El Estor Izabal y Alta Verapaz, los vientos y la humedad chocan con las montañas y sierras del norte, tales como: la sierra de Chama y la sierra de Las Minas. El fenómeno crea una barrera y hace que las nubes se aglomeren en las laderas de barlovento, elevándolas y haciéndolas pasar por encima de las montañas. Esto es el Barlovento, de donde proviene la corriente del norte.
Al sur de las montañas se produce el Sotavento, una región de escasa vegetación, más árida y escarpada. producto del sotavento que, al subir por el lado norte de las montañas, baja hacia el sur con menos intensidad, calentando el aire y provocando un clima demasiado cálido y, en ocasiones hasta desértico.

## Ubicación geográfica
|                                                                            | Norte: Franja Transversal del Norte, región de Guatemala  |                              |
| Oeste: Altiplano, Litoral Pacífico y Región Central, regiones de Guatemala |                                                           | Este: Honduras y El Salvador |
| Suroeste: Región Central, región de Guatemala                              | Sur: Litoral Pacífico, región de Guatemala, y El Salvador |                              |